# Acacia julifera
Acacia julifera — вид квіткових рослин з родини бобових. Ареал: Австралія (Квінсленд).

## Середовище
Він ендемічний для південно-східних частин затоки Карпентарія, де зустрічається в прибережних районах.

## Біоморфологічна характеристика
Дерево зазвичай виростає до максимальної висоти 7,5 метра або у вигляді куща зі звичайним габітусом до висоти близько 3,5 метра. Він має червонувату, сірувато-коричневу або чорну кору, яка є жорсткою та волокнистою. Тонкі та злегка приплюснуті гілочки мають червонуватий або багряно-коричневий колір і з віком стають голими. Цвіте з березня по серпень, утворюючи золотисті квітки.